# Empanada de atún

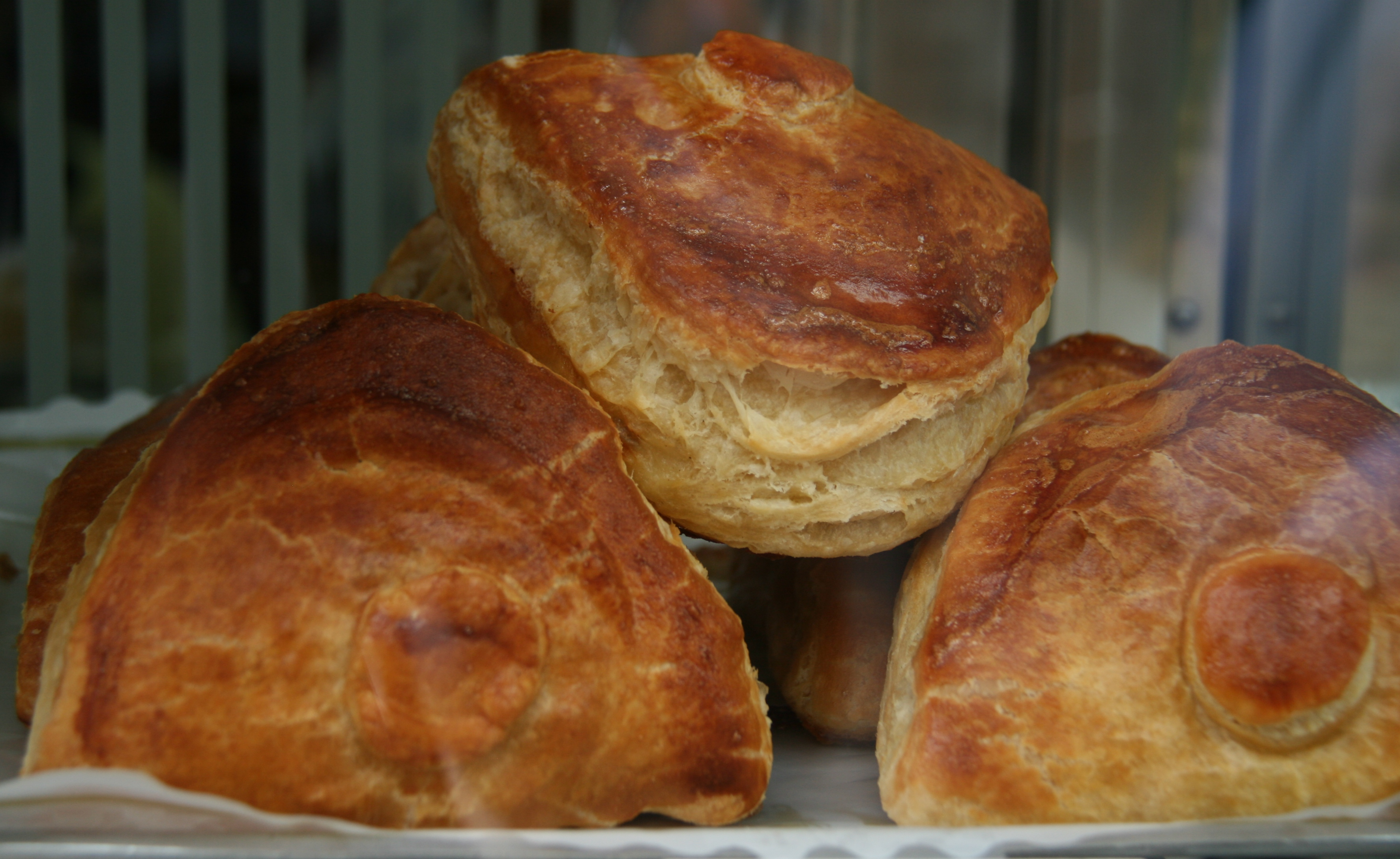
Empanadas de atún de hojaldre.

La empanada de atún (denominada también como empanada de bonito) es una preparación culinaria en forma de empanada que incluye sólo atún en migas en su interior. Dependiendo de la gastronomía local se puede elaborar con diversas masas cubriendo el interior. Suelen servirse frías.

## Historia
En la cocina española se suele elaborar tradicionalmente con masa de hojaldre, y su origen se remonta al periodo medieval. El empleo de este tipo de empanada procede de la cocina sefardí, llegando a denominarse como tapadas de atún. El cocinero medieval Ruperto de Nola, en su libro de recetas Llibre de Coch (1520) describe ya la elaboración de esta empanada. El atún procedía de las almadrabas realizadas en el sur de la península ibérica. En la actualidad se consideran un elemento de repostería salada que puede encontrarse fácilmente comercializado en las pastelerías.